# Alfred Biehle

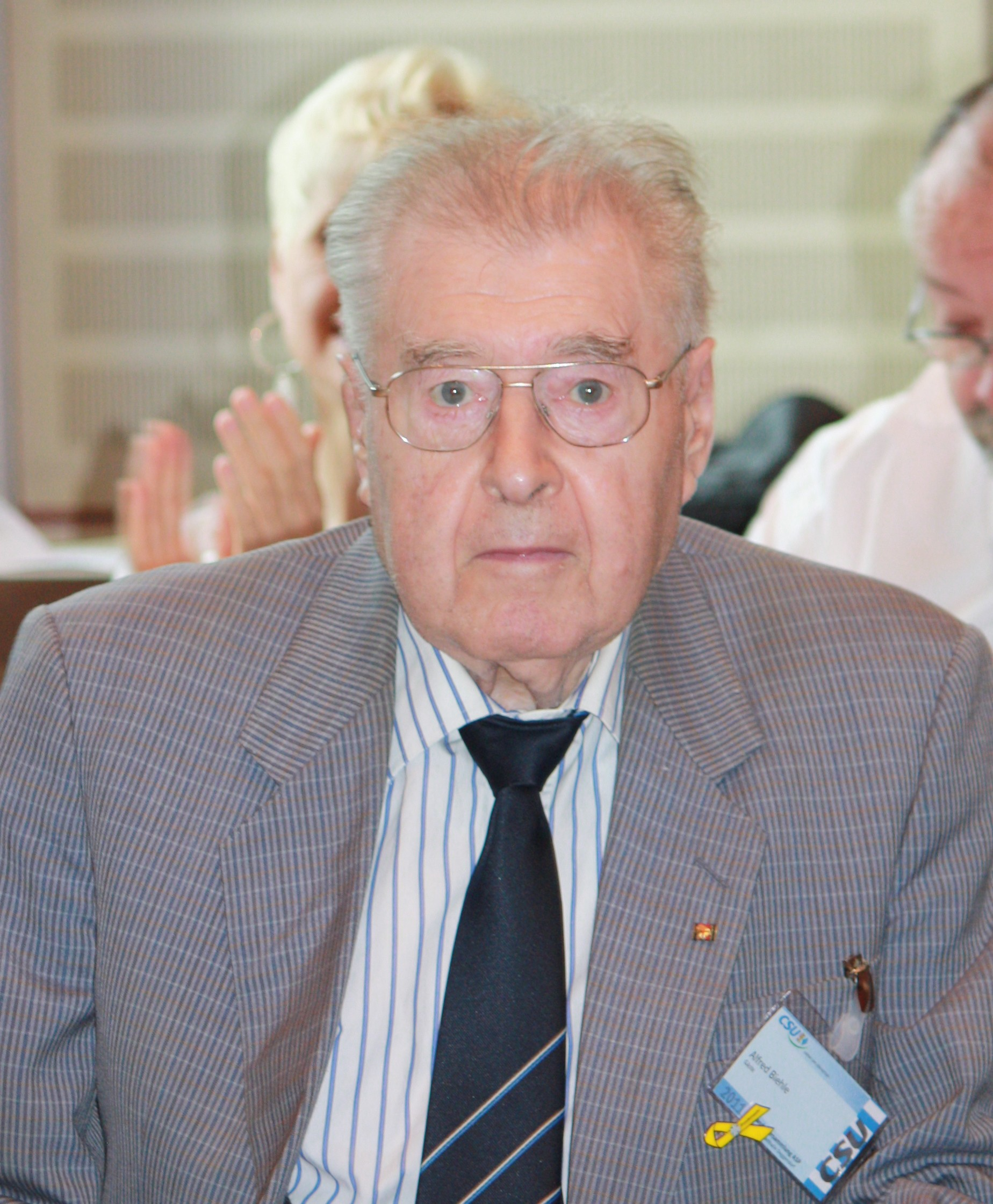
Alfred Biehle (2011)

Alfred Biehle (* 15. November 1926 in Augsburg; † 29. Oktober 2014 in Karlstadt) war ein deutscher Politiker (CSU). Er war von 1990 bis 1995 Wehrbeauftragter des Deutschen Bundestages.

## Leben und Beruf
Nach einer kaufmännischen Lehre nahm Biehle ab 1944 als Soldat (Flieger) der Luftwaffe am Zweiten Weltkrieg teil. 1945 wurde er verwundet; nach Kriegsende war er zunächst als Industriekaufmann tätig. Von 1950 bis 1969 arbeitete er als Redakteur bei der Würzburger Main-Post.
Alfred Biehle war verheiratet und hatte eine Tochter. Er war Mitglied des Beirats der Stiftung Deutscher Offizier Bund. Biehle starb am 29. Oktober 2014 in einem Krankenhaus im unterfränkischen Karlstadt im Alter von 87 Jahren.

## Partei
Biehle beantragte am 1. September 1943 die Aufnahme in die NSDAP und wurde zum 20. April 1944 aufgenommen (Mitgliedsnummer 9.698.479). 1948 wurde er Mitglied der Jungen Union und trat dann 1950 auch in die CSU ein. Von 1955 bis 1970 war er Vorsitzender des CSU-Kreisverbandes im Landkreis Main-Spessart.

## Abgeordneter
Biehle war von 1956 bis 1978 und von 1984 bis zum 27. April 1990 Mitglied des Stadtrates von Karlstadt. Von 1956 bis 1972 gehörte er dem Kreistag des Landkreises Main-Spessart an. Von 1969 bis 1990 gehörte er dem Deutschen Bundestag an. Hier war er von 1982 bis 1990 Vorsitzender des Verteidigungsausschusses. 1983/84 war er Vorsitzender des Untersuchungsausschusses zur Untersuchung der Kießling-Affäre und 1988/89 des „Ramstein-Untersuchungsausschusses“. Biehle war zuletzt (11. Wahlperiode 1987) mit 61,6 % der Stimmen direkt gewählter Abgeordneter des Wahlkreises Main-Spessart.

## Öffentliche Ämter
Von 1960 bis 1966 war Biehle Zweiter Bürgermeister Karlstadts. Anschließend war er bis 1972 stellvertretender Landrat.
Von April 1990 bis April 1995 war Biehle Wehrbeauftragter des Deutschen Bundestages. Die Auswirkungen des Golfkonfliktes, die Integration von Soldaten der ehemaligen Nationalen Volksarmee sowie der Einsatz von Bundeswehrsoldaten unter internationalem Mandat waren seine Hauptarbeitsgebiete.

## Ehrungen
- 1978: Verdienstkreuz am Bande der Bundesrepublik Deutschland
- 1983: Verdienstkreuz 1. Klasse der Bundesrepublik Deutschland
- 1987: Großes Verdienstkreuz der Bundesrepublik Deutschland
- Großes Verdienstkreuz mit Stern der Bundesrepublik Deutschland
- Bayerischer Verdienstorden